# Ammoniosz, a keresztény
Ammoniosz, a keresztény (3. század) ókeresztény író és filozófus volt.
Caesariai Euszebiosz, akit Szent Jeromosos követett, azt állította, hogy Ammonius kereszténynek született, és hű maradt a kereszténységhez egész életében. Azt írta, Ammonius számos tudományos munkát készített, de legnevezetesebb A Mózes és Jézus közti harmóniáról című munkája, amelyben a Platón és Mózes teremtéselbeszélése közti összhang mellett érvelt, és a hatnapos teremtéstörténetet Krisztusra és az egyházra vonatkoztatta. Eusebius azt is írta, hogy Ammonius négy kanonikus evangélium szinopszisát írta meg, mely korábban Ammonian Sections, napjainkban Eusebian Canons címen ismert.
Nem elképzelhetetlen, hogy azonos Alexandriai Ammoniosszal, az viszont teljességgel bizonyos, hogy Caesariai Euszebiosz és Szent Jeromos tévesen azonosította Ammóniosz Szakkasszal.